# Philippe-Auguste Hennequin
Pour les articles homonymes, voir Hennequin.
Philippe-Auguste Hennequin, né le 10 août 1762 à Lyon et mort le 12 mai 1833  à Leuze-en-Hainaut, est un peintre français.

## Biographie

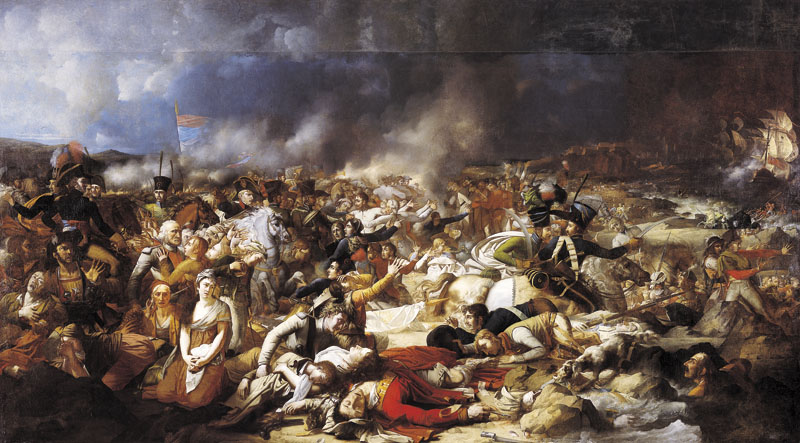
Bataille de Quiberon, musée des Augustins de Toulouse.

Né de Gilles Jean Hennequin, fabricant de soieries , et de Catherine Simon, Philippe-Auguste Hennequin appartenait à la famille Hennequin du Bourbonnais, qui a donné notamment Joseph Hennequin (1738-1837), avocat au parlement de Paris, maire, puis sous-préfet de Gannat, et le général baron d'Empire Jean-Baptiste François Hennequin (1774-1832).
Il épouse le 3 février 1794 à Lyon Jeanne Françoise Deprez et compte dans sa descendance les auteurs dramatiques liégeois : Alfred Hennequin, auteur de vaudevilles à succès (comme Niniche, Trois chapeaux) et son fils Maurice, ainsi que plusieurs officiers généraux de l'armée belge.
Philippe-Auguste Hennequin est d'abord l'élève du peintre suédois Per Eberhard Cogell (1734-1812), à Lyon, puis il est admis dans l'atelier de Jacques-Louis David à Paris. Il se rend à Rome grâce à un mécène anglais, mais les émeutes anti-françaises de 1793 l'obligent à quitter la ville éternelle.
Son engagement révolutionnaire est certain. Sous l'Empire, il réalise de grandes compositions historiques qui le rendent célèbre. Son tableau Le Triomphe du peuple français au 10 août, format 4 × 6 m, obtient le premier prix au Salon de 1799, cependant il fut découpé et dispersé entre les musées de Rouen, d'Angers, du Mans et de Caen en 1820. Sous la Restauration, il s'exile en Belgique où il devient directeur de l’Athénée des Arts à Liège (1813-1814), puis de l'Académie de Tournai. Dans son atelier tournaisien, il forme les peintres Louis Gallait, Lucien Gisler et Florentin Houzé.
Devenu presque aveugle, en 1832, il s'établit à Leuze-en-Hainaut, où son épouse a trouvé un emploi de régente dans un pensionnat laïc. La famille vit dans la pauvreté. Philippe-Auguste Hennequin meurt le 12 mai 1833 à Leuze.
Le musée des beaux-arts de Lyon conserve un grand nombre de ses dessins.

## Galerie

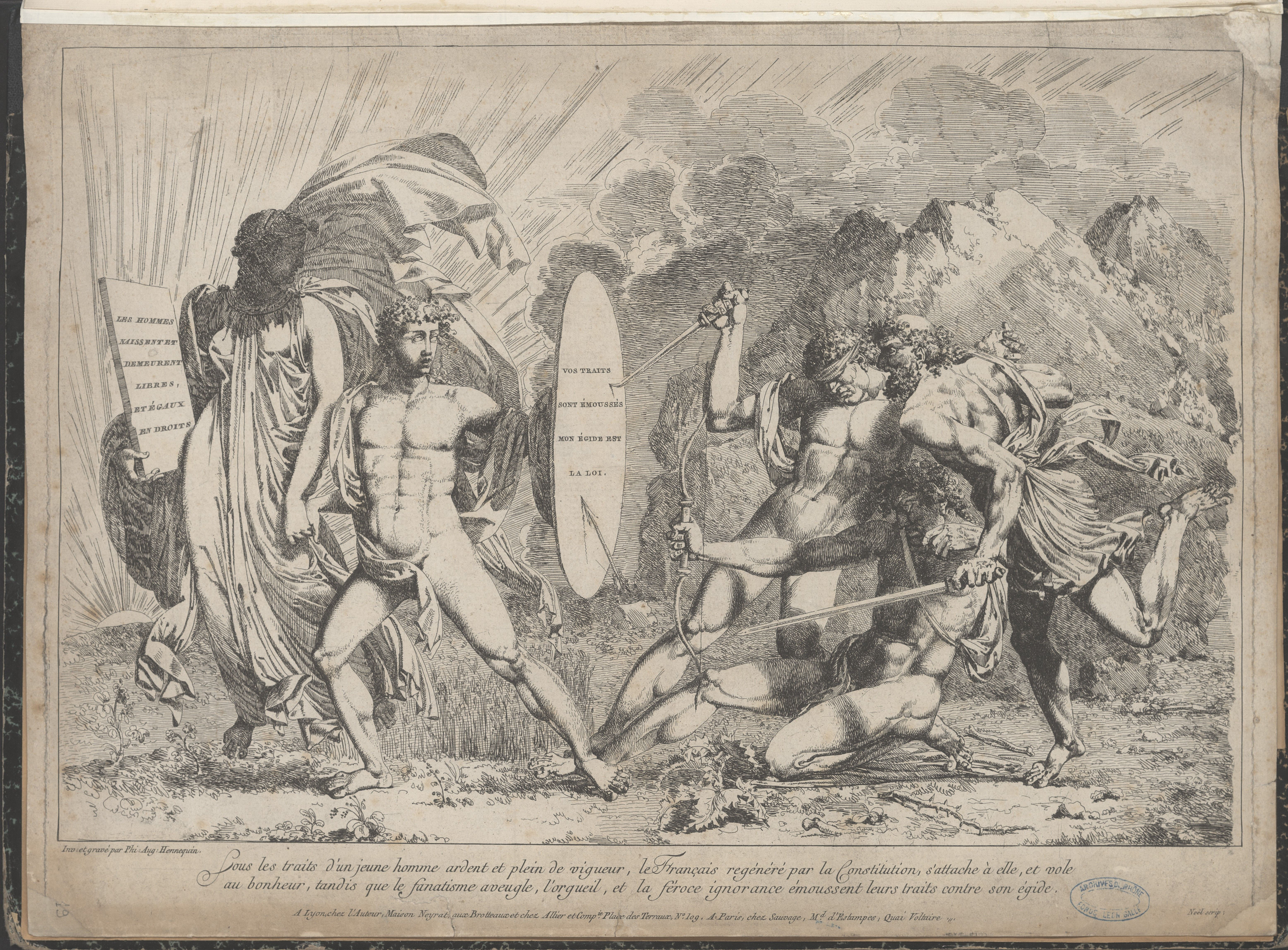
Gravure révolutionnaire.

## Œuvres dans les collections publiques

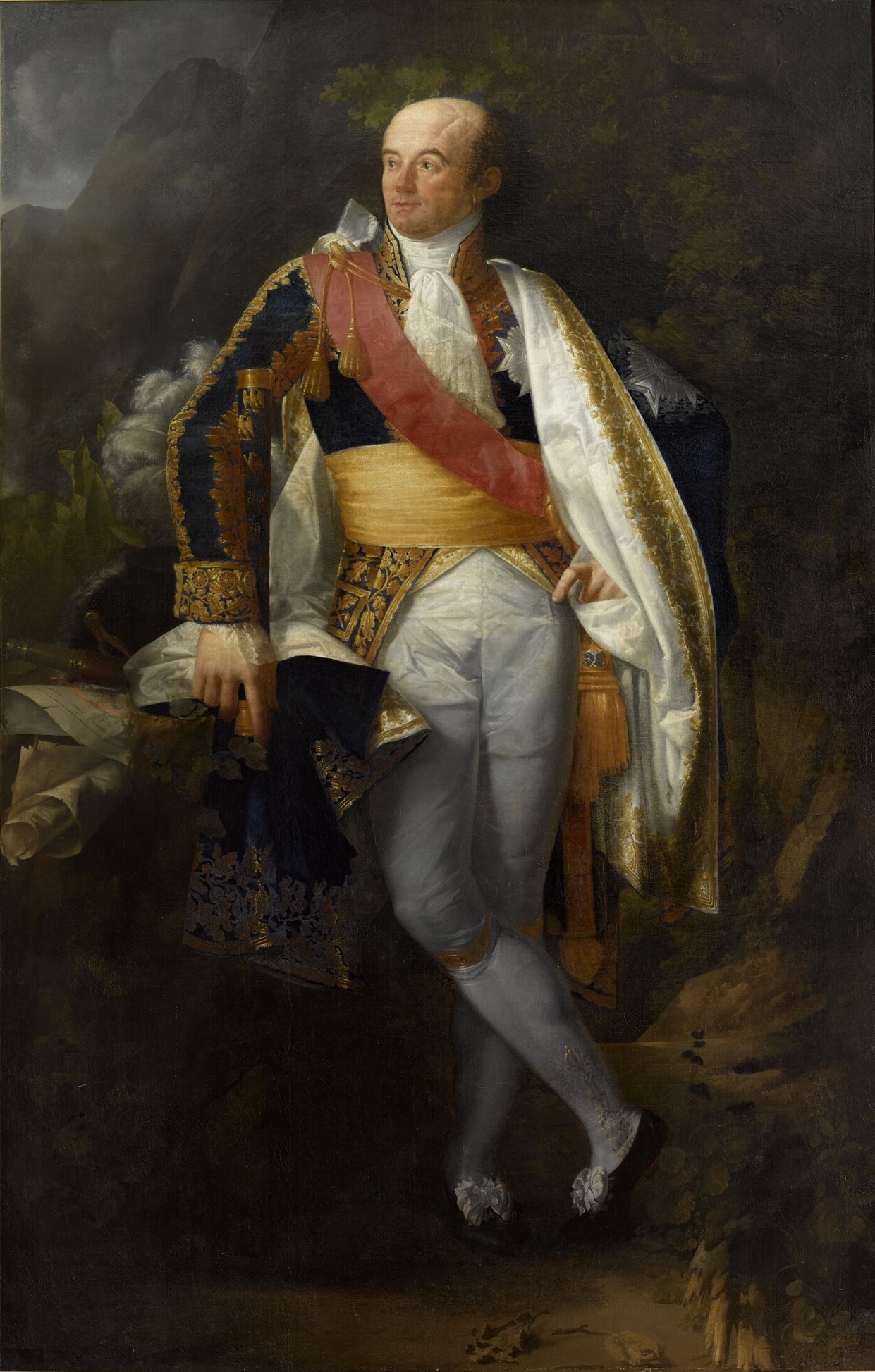
Dominique-Catherine, marquis Pérignon, maréchal de France (1754-1818), musée national des châteaux de Versailles et de Trianon.

### Belgique
- Liège, collégiale Saint-Jean l'Évangéliste : Saint Jean l'Évangéliste à Patmos.

### États-Unis
- New York, Metropolitan Museum of Art : Sir Sidney Smith dans la prison du Temple, 1796, dessin[3].

### France
- Angers, musée des Beaux-Arts : Le Triomphe du peuple français au 10 août, quatre fragments, huile sur toile.
- Caen, musée des Beaux-Arts :
  - Le Triomphe du peuple français au 10 août, fragment, huile sur toile ;
  - Portrait de l'artiste par lui-même, 1812, huile sur toile[4].
- Le Mans, musée de Tessé :
  - Le Triomphe du peuple français au 10 août, fragment, huile sur toile ;
  - Tête d'étude, huile sur toile[5].
- Lyon, musée des Beaux-Arts :
  - fonds de dessins ;
  - La Rébellion lyonnaise terrassée par le génie de la Liberté, esquisse, 1794, huile sur bois[6].
  - Allégorie de la naissance du roi de Rome, 1811, huile sur toile.
  - Paysage, huile sur toile[7].
- Orléans, musée des Beaux-Arts :Les Adieux de Pâris et d’Hélène, vers 1798, plume et encre métallo-gallique, lavis brun sur traits de crayon graphite sur papier vergé, 15,4 x 19 cm[8].
- Paris, musée du Louvre :
  - L'Hercule français, 1800, peinture à l'huile, plafond de la salle des Antonins[9] ;
  - Les Remords d'Oreste, vers 1800, huile sur toile[10] ;
  - Les Démolisseurs de lois écrasés sous les ruines, plume, encre brune, lavis gris[11].
- Rouen, musée des Beaux-Arts : La Philosophie écartant les nuages qui cachaient la Vérité ; Le Triomphe du peuple français, ou Le 10 août, allégorie relative à cette journée célèbre (fragment), 1799, huile sur toile[12].
- Toulouse, musée des Augustins : Bataille de Quiberon, avant 1804, huile sur toile[13].
- Valence, musée d'Art et d'Archéologie.
- Versailles, musée national des châteaux de Versailles et de Trianon : Napoléon au camp de Boulogne distribue les croix de la Légion d'honneur. 16 août 1804, huile sur toile[14].

### Royaume-Uni
- Londres, British Museum :
  - Sir Sidney Smith, John Wesley Wright et François de Tromelin dans la prison du Temple, 1796, dessin[15].
  - La Mort de Néron, vers 1800-1803, dessin[16].

## Élèves
- Gilles-François Closson (1796-1842).